# Bury Tomorrow
I Bury Tomorrow sono un gruppo musicale britannico formatosi a Southampton nel 2006.

## Formazione

### Formazione attuale
- Daniel Winter-Bates – voce death e voce melodica (2006-presente)

- Kristan Dawson – chitarra solista (2013-presente)
- Davyd Winter-Bates – basso (2006-presente)
- Adam Jackson – batteria, percussioni (2006-presente)
- Ed Hartwell – chitarra ritmica (2021-presente)
- Tom Prendergast  – synth e voce melodica (2021-presente)

### Ex componenti
- Mehdi Vismara – chitarra solista (2006-2013)
- Jason Cameron – chitarra ritmica e voce melodica (2006-2021)

## Discografia

### Album in studio
- 2009 – Portraits
- 2012 – The Union of Crowns
- 2014 – Runes
- 2016 – Earthbound
- 2018 – Black Flame
- 2020 - Cannibal
- 2023 - The Seventh Sun
- 2025 - Will You Haunt Me, With That Same Patience

### EP
- 2007 – The Sleep of the Innocents
- 2010 – On Waxed Wings